# Geelflankhoningvogel
De geelflankhoningvogel (Dicaeum aureolimbatum) is een zangvogel uit de familie Dicaeidae (bastaardhoningvogels).

## Verspreiding en leefgebied
- D. a. aureolimbatum: Celebes en de nabijgelegen eilanden.
- D. a. laterale: Sangihe (noordelijk van Celebes).